# بيانات ترابطية
تماماً كما يستخدم النص الترابطي لربط نص بنصوص أخرى في أمكنة أخرى، تستخدم البيانات الترابطية، لربط كائنات من البيانات بكائنات أخرى في أمكنة أخرى. تتيح البيانات الترابطية تشكيل وب من البيانات، بدلاً من البيانات الحالية الموجودة على الوب دون وصل.
على خلاف وصلة النص الترابطي، التي تشير فقط إلى وجود صلة بين وثيقتين أو موردي معلومات، فإن وصلة البيانات الترابطيةتتجاوز مفهوم الوصلة البسيط لتعبر عن نوع ودلالة تلك الصلة بين الكائنين الموصولين.
كمثال، لتكن لدينا وثيقة حول رجب طيب أردوغان، فيمكن لوصلة نص ترابطي من كلمة رئيس الوزراء أن تنقلنا إلى وثيقة أخرى تتحدث عن منصب رئاسة الوزراء في تركيا. بينما يمكن لوصلة بيانات ترابطية من الكلمة ذاتها، إلى الوثيقة ذاتها أن تذكر أيضاً أن رئيس الوزراء هو أحد أدوار، أو ألقاب، أو مناصب أردوغان. (وذلك بالاعتماد على الأنطولوجية المستعملة لتعريف تلك الوصلة).